# 圆叶桉
圆叶桉（学名：Eucalyptus pulverulenta），因为其叶成圆形扁状，也称为银元桉树，是一种澳大利亚新南威尔士特产的桉树矮林。他是一种具有欣赏价值的观赏树，在美国的加利福尼亚州、中国大陆、台湾都有广泛种植。